# تيم كلوزه
تيم كلوزه (بالألمانية: Timm Klose) وهو لاعب كرة قدم ألماني المولد سويسري الجنسية في مركز قلب الدفاع ولد في يوم 8 مايو 1988 في مدينة فرانكفورت في ألمانيا الغربية، يلعب حالياً مع نادي فولفسبورغ وسبق له اللعب مع نادي نورمبرغ ونادي ثون ونادي بازل ونادي أولد بويس ولعب مع منتخب سويسرا لكرة القدم ومع منتخب سويسرا الأولمبي تحت 23 سنة ويبلغ طوله 193 سم.

## روابط خارجية
- تيم كلوزه على موقع الاتحاد الأوربي (الإنجليزية)
- تيم كلوزه على موقع قاعدة بيانات كرة القدم.إي يو (الإنجليزية)
- تيم كلوزه على موقع بيانات كرة القدم. دي إي (الألمانية)
- تيم كلوزه على موقع ناشيونال فوتبول تيمز (الإنجليزية)
- تيم كلوزه على موقع Soccerbase.com (لاعب) (الإنجليزية)
- تيم كلوزه على موقع Soccerway.com (الإنجليزية)
- تيم كلوزه على موقع عالم كرة القدم.نت (الإنجليزية)
- تيم كلوزه على موقع أوليمبيديا (الإنجليزية)
- تيم كلوزه على موقع AS.com (الإسبانية)